# Heinrich Barkhausen
Heinrich Georg Barkhausen (Bremen, 2 de diciembre de 1881 - Dresde, 20 de febrero de 1956) fue un físico alemán. Descubrió el efecto Barkhausen.
Entró en las universidades de Múnich y Berlín. En 1907 consiguió el doctorado en Gotinga, y después de trabajar en los laboratorios Siemens & Halske de Berlín, en 1911 ejerció de profesor de ingeniería eléctrica en la Universidad Técnica de Dresde, siendo el primero en el todo el mundo en dar dicha rama de la ingeniería. Fue allí donde formuló las ecuaciones básicas que rigen los coeficientes del amplificador de válvulas, las cuales todavía son utilizadas.
En 1919 descubrió el efecto que lleva su nombre, el Efecto Barkhausen, que consiste en un aumento brusco del valor del campo magnético que tiene lugar en el proceso de magnetización de cualquier material ferromagnético, y que incluso puede ser escuchado mediante un altavoz.
En 1920, junto con Karl Kurz, estudió los sistemas de generación de perturbaciones eléctricas ultracortas, estableciendo el denominado método Barkhausen-Kurz e impulsando los desarrollos posteriores de la tecnología de microondas. También experimentó con las transmisiones de ondas de radio.
Al término de la Segunda Guerra Mundial regresó a Dresde, colaborando en la reconstrucción del "Institute of High-Frequency Electron-Tube Technology", que había sido destruido por los bombardeos, y permaneciendo allí hasta su muerte.